# 敘五龍屬

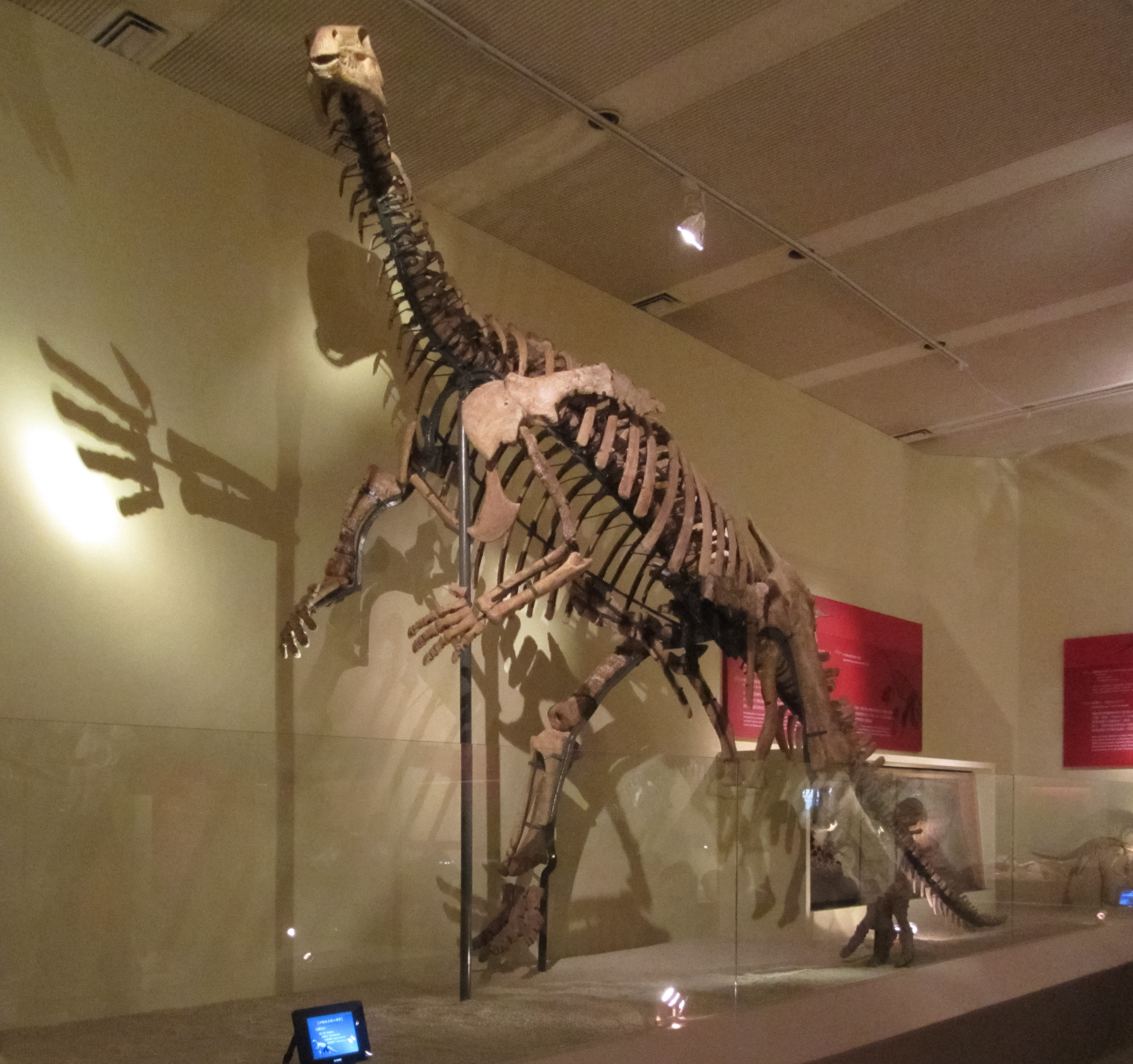
曰倫敘五龍骨架

敘五龍屬是鳥腳亚目恐龍的一屬，生存於白堊紀早期的東亞，是種基礎型鴨嘴龍形類。根據美國古生物學家葛瑞格利·保羅的估計，其全長可達近5公尺（16英尺），重635至650公斤。
正模標本（編號GSGM F00001）是一個完整的頭顱骨、部分身體軀幹、完整左骨盆，呈關節仍連結狀態，2007年發現於中國甘肅省酒泉市俞井子盆地的新民堡群，地質年代相當於阿普第階到阿爾比階交界。在2011年，尤海魯、李大慶等人將這些化石正式敘述、命名，模式種是曰倫敘五龍（Xuwulong yueluni）。屬名與種名都是用已故中國地質學家王曰倫為名，王曰倫的字號是敘五，他是甘肅地質博物館的創始人。